# 约内拉-利维娅·科兹缪克
约内拉-利维娅·科兹缪克（羅馬尼亞語：Ionela-Livia Cozmiuc，1995年1月3日—），旧姓莱哈奇（Lehaci），罗马尼亚女子赛艇运动员。她曾代表罗马尼亚参加世界赛艇锦标赛，获得二枚金牌。她也曾参加2016年和2020年夏季奥运会。